# Мелоксикам
Мелоксика́м — лекарственное средство, нестероидный противовоспалительный препарат из группы оксикамов, сходный с пироксикамом. Впервые было разработано и запатентовано компанией Boehringer Ingelheim в 1977 году. Используется для облегчения симптомов артрита, при первичной дисменорее, лихорадке, а также как обезболивающее, особенно при воспалительных процессах.

## Применение в лечебной практике

### Одиночная доза перорального мелоксикама для острой послеоперационной боли у взрослых
Боль обычно возникает после хирургических процедур. Условие обычно используется для проверки того, являются ли препараты эффективными обезболивающими средствами у пациентов с умеренной или сильной болью. В этом случае не было найдено исследований, которые тестировали пероральный мелоксикам против плацебо. Возможно, что исследования были сделаны, но не сообщаются, поскольку они использовались только для регистрации мелоксикама в лицензирующих органах по всему миру. Однако это оставляет важный пробел в наших знаниях, и это означает, что мы не можем быть уверены в использовании перорального мелоксикама для острых болезненных состояний.

## Побочные эффекты
Использование мелоксикама может привести к желудочно-кишечной токсичности и кровотечениям, головным болям, сыпи и очень тёмному или чёрному стулу (признаку кровотечения из кишечника). Как и другие НПВС, его использование связано с повышенным риском сердечно-сосудистых событий, таких как сердечный приступ и инсульт. Он имеет меньше побочных эффектов в желудочно-кишечном тракте, чем диклофенак, пироксикам, напроксен и, возможно, все другие НПВС, которые не являются селективными по ЦОГ-2. Хотя мелоксикам ингибирует образование тромбоксана А, он, как представляется, не делает этого на уровнях, которые будут мешать функции тромбоцитов.
Объединённый анализ рандомизированных контролируемых исследований терапии мелоксикамом продолжительностью до 60 дней показал, что мелоксикам был связан со статистически значимым меньшим количеством тромбоэмболических осложнений, чем диклофенак NSAID (0,2% против 0,8% соответственно), но сходная частота тромбоэмболических событий к напроксену и пироксикаму.

### Сердечно-сосудистые побочные эффекты
Лица с гипертонией, высоким уровнем холестерина или диабетом подвержены риску сердечно-сосудистых побочных эффектов. Лица с семейным анамнезом сердечных заболеваний, сердечного приступа или инсульта должны сообщить об этом своему лечащему врачу, так как вероятность серьёзных сердечно-сосудистых побочных эффектов значительна.

### Другие побочные эффекты
Со стороны органов ЖКТ: >1 % — диспепсия, тошнота, рвота, боль в животе, запор/понос, метеоризм; 0,1-1 % — стоматит, транзиторные изменения показателей функции печени (например, повышение уровня трансаминаз или билирубина), отрыжка, эзофагит, язва желудка и двенадцатиперстной кишки, скрытое или макроскопически видимое желудочно-кишечное кровотечение; <0,1 % — перфорации желудочно-кишечные, колит, гастрит (раствор для в/м введения).
Со стороны респираторной системы: <0,1 % — острый приступ бронхиальной астмы.
Со стороны нервной системы и органов чувств: >1 % — головная боль; <1 % — конъюнктивит, нарушение зрения; 0,1-1 % — головокружение, сонливость, шум в ушах.
Со стороны сердечно-сосудистой системы и крови (кроветворение, гемостаз): >1 % — отёки, анемия, 0,1-1 % — повышение АД, сердцебиение, приливы крови к лицу, изменения гемограммы, в том числе изменение количества отдельных типов лейкоцитов, лейкопения, тромбоцитопения.
Со стороны мочеполовой системы: 0,1-1 % — изменение показателей функции почек (повышение уровня креатинина и/или мочевины крови), <1 % — острая почечная недостаточность, редко (раствор для в/м введения) — интерстициальный нефрит, гломерулонефрит, почечный медуллярный некроз, нефротический синдром.
Со стороны кожных покровов: >1 % — кожная сыпь, зуд; 0,1-1 % — крапивница; <0,1 % — фотосенсибилизация, редко (раствор для в/м введения) — буллёзные реакции, мультиформная эритема, синдром Стивенса-Джонсона, токсический эпидермальный некролиз.
Аллергические реакции: <0,1 % — ангионевротический отёк, реакции гиперчувствительности немедленного типа, включая анафилактические и анафилактоидные.

## Фармакологическое действие
Мелоксикам — нестероидное противовоспалительное средство, обладает противовоспалительным, жаропонижающим, анальгетическим действием. Механизм действия — ингибирование синтеза простагландинов в результате избирательного подавления ферментативной активности циклооксигеназы-2 (ЦОГ2). При назначении в высоких дозах, длительном применении и индивидуальных особенностях организма ЦОГ2 селективность снижается. Подавляет синтез простагландинов (Pg) в области воспаления в большей степени, чем в слизистой оболочке желудка или почках, что связано с относительно избирательным ингибированием ЦОГ2. Реже вызывает эрозивно-язвенные заболевания желудочно-кишечного тракта. В меньшей степени мелоксикам действует на циклооксигеназу-1 (ЦОГ-1), участвующую в синтезе простагландинов, защищающих слизистую оболочку желудочно-кишечного тракта и принимающих участие в регуляции кровотока в почках.

## Фармакокинетика
Связывание с белками плазмы — 99 %. Проходит через ГЭБ, проникает в синовиальную жидкость. Концентрация в синовиальной жидкости — 50 % от концентрации в плазме. Метаболизируется в печени до неактивных метаболитов. T1/2 — 20 ч. Плазменный клиренс — в среднем 8 мл/мин (понижается в пожилом возрасте). Выводится через кишечник и почки (примерно в равной пропорции), в неизменённом виде (через кишечник) — 5 % суточной дозы.

## Показания
Ревматоидный артрит, остеоартроз, анкилозирующий спондилит.

## Противопоказания
- гиперчувствительность, в том числе к другим нестероидным противовоспалительным средствам, включая анамнестические данные о приступе бронхобструкции, ринита;
- пептическая язва в стадии обострения;
- тяжёлая печёночная и почечная (без проведения гемодиализа) недостаточность;
- грудное вскармливание;
- возраст до 15 лет[10].

В состав мелоксикама входит лактоза, поэтому пациенты с редкими наследственными заболеваниями, такими как непереносимость лактозы, дефицит лактазы или глюкозо-галактозной мальабсорбцией не должны принимать препарат.

### Беременностьилактация
Влияние мелоксикама на беременность, роды и лактацию у человека неизвестны, адекватных и строго контролируемых исследований у беременных женщин не проведено. Данные основаны на экспериментах на кроликах, мышах и крысах.
- Мелоксикам не рекомендуется женщинам, желающим забеременеть.
- Мелоксикам проходит через плацентарный барьер.
- У подопытных животных повышал частоту осложнений при превышении суточной дозы.

Применение при беременности возможно, если ожидаемый эффект терапии превышает потенциальный риск для плода. Использование мелоксикама в III триместре беременности следует исключить.

## Совместимость с алкоголем
Поскольку мелоксикам относится к нестероидным противовоспалительным препаратам, то во время курса лечения им не рекомендуется употребление алкоголя, поскольку алкоголь может увеличить риск желудочных кровотечений, вызываемых мелоксикамом.

## Взаимодействие
Другие НПВС, включая салицилаты, в высоких дозах повышают риск ульцерогенного действия и кровотечения в ЖКТ. Пероральные антикоагулянты, тиклопидин, гепарин (при системном применении), тромболитики увеличивают риск кровотечений. Повышает уровень лития в плазме, может как и др. НПВС усиливать гематотоксичность метотрексата и нефротоксичность циклоспоринов, ослабляет эффективность внутриматочных контрацептивов, диуретиков, антигипертензивных средств. Холестирамин связывает мелоксикам в ЖКТ и ускоряет выведение из организма.

## Использование в ветеринарии
Мелоксикам используется в ветеринарной медицине, чаще всего у собак и кошек, но также позволяет использовать по офф-лейблу у других животных, таких как крупный рогатый скот и экзотических животных. Побочные эффекты у животных аналогичны побочным эффектам у людей; основным побочным эффектом является желудочно-кишечное раздражение (рвота, диарея и изъязвление). Более редкие, но важные побочные эффекты включают токсичность печени и почек.
У здоровых собак, получавших мелоксикам, при рекомендуемых дозах не сообщалось о периоперационных побочных эффектах на сердечно-сосудистую систему. Пероперативное введение мелоксикама кошкам не влияло на послеоперационную частоту дыхания и сердечный ритм.
В рецензируемой журнальной статье цитируются НПВС, в том числе мелоксикам, вызывающие желудочно-кишечные расстройства, а также, при высоких дозах, острую почечную недостаточность и симптомы ЦНС, таких как судороги и комы у кошек. Он добавляет, что у кошек низкая устойчивость к НПВС. Мелоксикам был исследован как альтернатива диклофенаку RSPB для предотвращения смерти стервятников.

### Фармакокинетика
У собак абсорбция мелоксикама из желудка не зависит от наличия пищи с пиковой концентрацией (Cmax) мелоксикама, встречающейся в крови через 7-8 часов после введения. Период полувыведения мелоксикама составляет около 24 часов у собак. У коал (Phascolarctos cinereus) очень мало мелоксикама всасывается в кровь после перорального введения (то есть имеет низкую биодоступность).

### Правовой статус

#### Соединённые Штаты
С 2003 года мелоксикам был одобрен в США для использования у собак для лечения боли и воспаления, связанных с остеоартритом, в виде орального (жидкого) препарата мелоксикам. В январе 2005 года вставка продукта добавила предупреждение жирным шрифтом: «Не использовать у кошек». Инъецируемый препарат для использования у собак был одобрен Управлением по контролю за продуктами и лекарствами США в ноябре 2003 года. В октябре 2004 года препарат для использования у кошек был одобрен для использования только после операции. Это инъецируемая мелоксикама, обозначенная как единичная одноразовая доза, с конкретными и повторяющимися предупреждениями о том, чтобы не вводить вторую дозу.
В 2005 году Администрация США по контролю за продуктами и лекарствами направила изготовителю уведомление о нарушении для своих рекламных материалов, которое включало рекламу препарата для использования вне маркировки.

#### Европейский Союз
В Европе, где продукт был доступен с начала 1990-х годов, он имеет лицензию на другие противовоспалительные преимущества, включая облегчение как острой, так и хронической боли у собак. В июне 2007 года пероральная версия мелоксикама была лицензирована для долгосрочного облегчения боли у кошек. Мелоксикам также лицензирован для использования на лошадях, чтобы облегчить боль, связанную с нарушениями опорно-двигательными.

#### Другие страны
По состоянию на июнь 2008 года мелоксикам зарегистрирован для долгосрочного использования у кошек в Австралии, Новой Зеландии и Канаде.